# ديفيد ألين (لاعب كرة قدم أمريكية)
ديفيد ألين (بالإنجليزية: David Allen)‏ هو لاعب كرة قدم أمريكية ولاعب كرة قدم كندية أمريكي، ولد في 9 فبراير 1978 في يولس في الولايات المتحدة.

## وصلات خارجية
- ديفيد ألين على موقع مرجع كرة القدم المحترفة.كوم (الإنجليزية)